# Aerografia

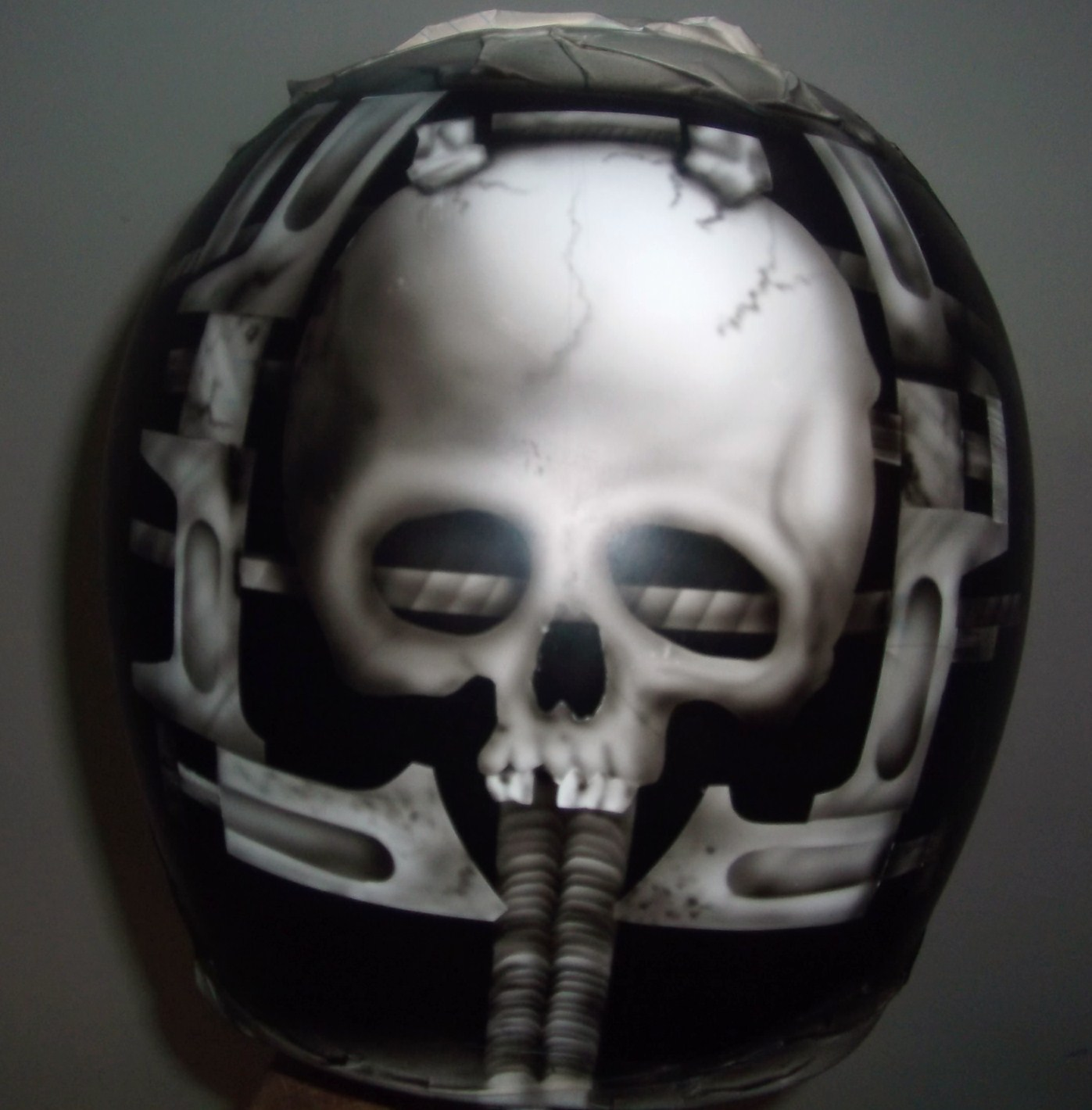
Tema di H. R. Giger.

L'aerografia è l'operazione che consiste nell'applicare i colori tramite un aerografo.

## Storia
Quest'arte sviluppatasi alla fine dell'Ottocento ma che in realtà ha radici molto più profonde; infatti già nell'antichità, grazie a delle cannucce, si usava spruzzare il colore sugli oggetti.
Particolarmente adatto negli anni ottanta per eseguire lavori di alta precisione nelle illustrazioni pubblicitarie, l'aerografo viene oggi usato molto per le decorazioni di supporti plastici e metalli: caschi per moto personalizzati, auto o moto decorate ecc. Viene anche utilizzato largamente per l'applicazione del Makeup, (cinema, tv, matrimoni, etc.) soprattutto nel settore alta definizione. Inoltre trova anche larga applicazione nella decorazione di dolci, di stoffe, nel body painting, nella Nail Art ed anche nella pittura.

## Descrizione
Lo strumento utilizzato dagli aerografisti è l'aerografo, piccola penna o pistola che collegata ad una piccola fonte d'aria in pressione, che permette di eseguire tracce di colore molto nebulizzato e preciso.
I colori da usare possono essere diversi e dipendono dai relativi supporti da usare.
Possono essere a base d'acqua o di solvente e i supporti possono essere i più diversi: metalli, plastiche, carte e legnami.
Esistono molti diversi tipi di Aeropenna, strutturalmente adatte a diversi utilizzi; la tecnologia di produzione di questi strumenti è aumentata con il passare degli anni fino a raggiungere degli standard molto elevati, a prezzi accessibili. 
Da diversi anni, questo strumento viene anche utilizzato da moltissimi Artisti per la realizzazione di Body Painting, in quanto permette una precisione, pulizia di realizzazione e dettaglio che difficilmente viene equiparata da altre tecniche.

## Strumenti

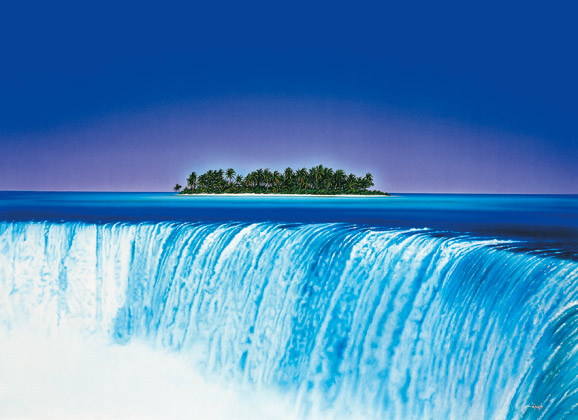
Guerrino Boatto, UNICEF ADCI (1990)

Si possono fare Aerografie con alcuni accorgimenti:
- Stencil o Mascherine sono dei fogli con dei disegni ritagliati sopra, che permettono d'avere in poco tempo un disegno senza alcuna difficoltà, difatti è sufficiente fissare il foglio, spruzzare il colore e rimuovere il foglio, il quale generalmente può essere riutilizzato.
- Filtro anticondensa o filtro antiumidità filtri che eliminano l'acqua dall'aria che fuoriesce dal serbatoio d'aria in pressione ed è diretta all'aerografo.